# Rangordnung (Biologie)
Als Rangordnung bezeichnet man in der Verhaltensbiologie eine soziale Hierarchie, durch die bestimmte „Rechte“ und „Pflichten“ innerhalb einer Gruppe geregelt und für eine längere Zeitspanne festgelegt sind. An der Spitze dieser Hierarchie stehen stets starke und erfahrene Tiere, die häufig gewisse Vorrechte genießen, zum Beispiel Vortritt an der Futterstelle und an der Tränke, Benutzung bevorzugter Schlafplätze oder Vorrechte beim Paarungsverhalten. Das ranghöchste Gruppenmitglied wird von Verhaltensbiologen Alpha-Tier (α-Tier)  genannt, das rangniedrigste Gruppenmitglied Omega-Tier (ω-Tier). Ranghohe Individuen werden gegenüber rangniedrigeren als dominant bezeichnet. Die Bezeichnung α-Tier für das „Spitzentier“ einer Rangordnung wurde 1947 von Rudolf Schenkel in die Verhaltensbiologie eingeführt.

## Evolutionärer Nutzen
Den „evolutionären Nutzen“ einer Ausbildung von Rangordnungen im Verlauf der Stammesgeschichte einer Art sehen die Evolutionsbiologen darin, dass Rangordnungsverhältnisse „insofern zur Stabilisierung der Beziehungen in der Gruppe“ beitragen, „als Streitigkeiten im wesentlichen auf die Begründung bzw. die Änderung einer Rangordnung (z. B. bei Eingliederung heranwachsender Jungtiere) beschränkt bleiben, während die unterschiedlichen Rechte zu anderen Zeiten kampflos respektiert werden.“ Ranghohe Tiere sind zugleich in aller Regel besonders kräftig und haben oft größere Fortpflanzungschancen als ihre rangniederen Artgenossen: Auch dies ist langfristig ein Vorteil für den Fortbestand der Gruppe. Zugleich erfüllen ranghohe Individuen oft als Leittiere bestimmte „Pflichten“, beispielsweise bei der Beobachtung und der Abwehr von Gefahrenquellen, beim Führen einer Gruppe zu Futterstellen und Tränken und gelegentlich selbst beim Schlichten von Streitigkeiten zwischen rangniederen Tieren.
Das Entstehen und die Veränderung einer Rangordnung setzen voraus, dass die Tiere einer Gruppe einander „persönlich“ kennen und erkennen – auch das dient letztlich dem langfristigen Fortbestand der Gruppe.

## Herkunft der Bezeichnung Hackordnung
Das Entstehen von Rangordnungen und die Verhaltensweisen der in ihnen eingebundenen Tiere wurde besonders intensiv beim Haushuhn untersucht, weswegen sich der anschauliche Ausdruck Hackordnung als populäres Synonym für Rangordnung im Sprachgebrauch festgesetzt hat. Die Bezeichnung Hackordnung ist bereits seit der Frühzeit der Ethologie, Anfang der 1920er-Jahre, durch den norwegischen Zoologen Thorleif Schjelderup-Ebbe, belegt und bezog sich zunächst nur auf ranghöhere Hühner, die zum Beispiel beim Verteidigen ihrer Futterplatzansprüche rangniedrigere Tiere mit Schnabelhieben „weghacken“ und so ihre Stellung festigen.
Man kann auf jedem Hühnerhof beobachten und für jedes Tier in einem Verhaltensprotokoll exakt vermerken, welches Huhn in einer Hühnergruppe welche anderen Hühner „hackt“ und von welchen Hühnern dieses Huhn selbst gehackt wird. Als Ergebnis wird man häufig feststellen, dass ein einziges Huhn alle anderen Hühner hackt und kaum je selbst gehackt wird und dass wiederum ein einziges Huhn von allen anderen gehackt wird und nie oder nur selten nach anderen Hühnern hackt. Diese Form der sozialen Interaktion wird dann als Ausdruck einer Rangordnung gedeutet, in der eines der Hühner das ranghöchste Huhn ist (das Alpha-Huhn) und ein anderes das rangniedrigste (das Omega-Huhn). Alle anderen Hühner können in dieser Rangordnung zwischen den beiden Extremen eingeordnet werden. Das Beta-Huhn unterjocht zum Beispiel alle anderen mit Ausnahme des Alpha-Huhns. Die Reihung der Tiere – Alpha (α), Beta (β), Gamma (γ) ... Omega (ω) – folgt der Buchstabenreihung im griechischen Alphabet.

## Beispiele
Neben linearen Reihungen (α → β → γ → ... → ω) kann es auch kompliziertere Rangordnungen geben, wenn sich „– wie zum Beispiel bei Pavianen und Schimpansen – zwei oder drei Männchen manchmal zu einer Gruppe zusammenschließen und dann über ein Tier dominieren, dem jeder einzelne von ihnen unterlegen wäre.“ Belegt sind ferner „Dreiecksverhältnisse“ in der Form α → β → γ → α. In manchen Tiergemeinschaften stellen Männchen und Weibchen getrennte Rangordnungen auf. „Bilden sie eine gemeinsame Hierarchie, dominieren meistens die Männchen; doch es gibt Ausnahmen. In der Zwergmangusten-Gruppe steht an der Spitze das älteste Weibchen, gefolgt vom ältesten Männchen.“

### Wespen
Elizabeth Tibbets von der University of Arizona in den USA und ihr Kollege James Dale von der Simon Fraser University in Kanada betäubten durch eine Kälteruhigstellung im Kühlschrank Gallische Feldwespen und zeichneten mit einem Zahnstocherstift den so beruhigten Wespen anschließend ein neues Gesichtsmuster. Einige Wespen erhielten stärker fleckige Gesichter, bei anderen wurden die Flecken abgedeckt. Die so veränderten Wespen wurden einzeln jeweils mit einer anderen, naturbelassenen Wespe gleicher Gewichtsklasse in einen Glasbehälter gesetzt. Dort kämpften sie gegeneinander, um die „Machtverhältnisse“ zu klären.
Die Auswertung der inszenierten Machtkämpfe – das Muster der Flecken beeinflusst die soziale Stellung der Tiere – ergab, dass es noch weitere, unerforschte Informationen geben muss, etwa Verhaltensmuster oder chemische Signale. Wenn eine Wespe diese Informationen mischt, etwa wenn sie einen anderen Rang vortäuscht, wird sie drakonisch bestraft. Selbst wenn die Machtverhältnisse längst geklärt sind, leidet eine „Vortäuscherin“ weiterhin unter den Aggressionen der dominanten Wespen.

### Buntbarsche

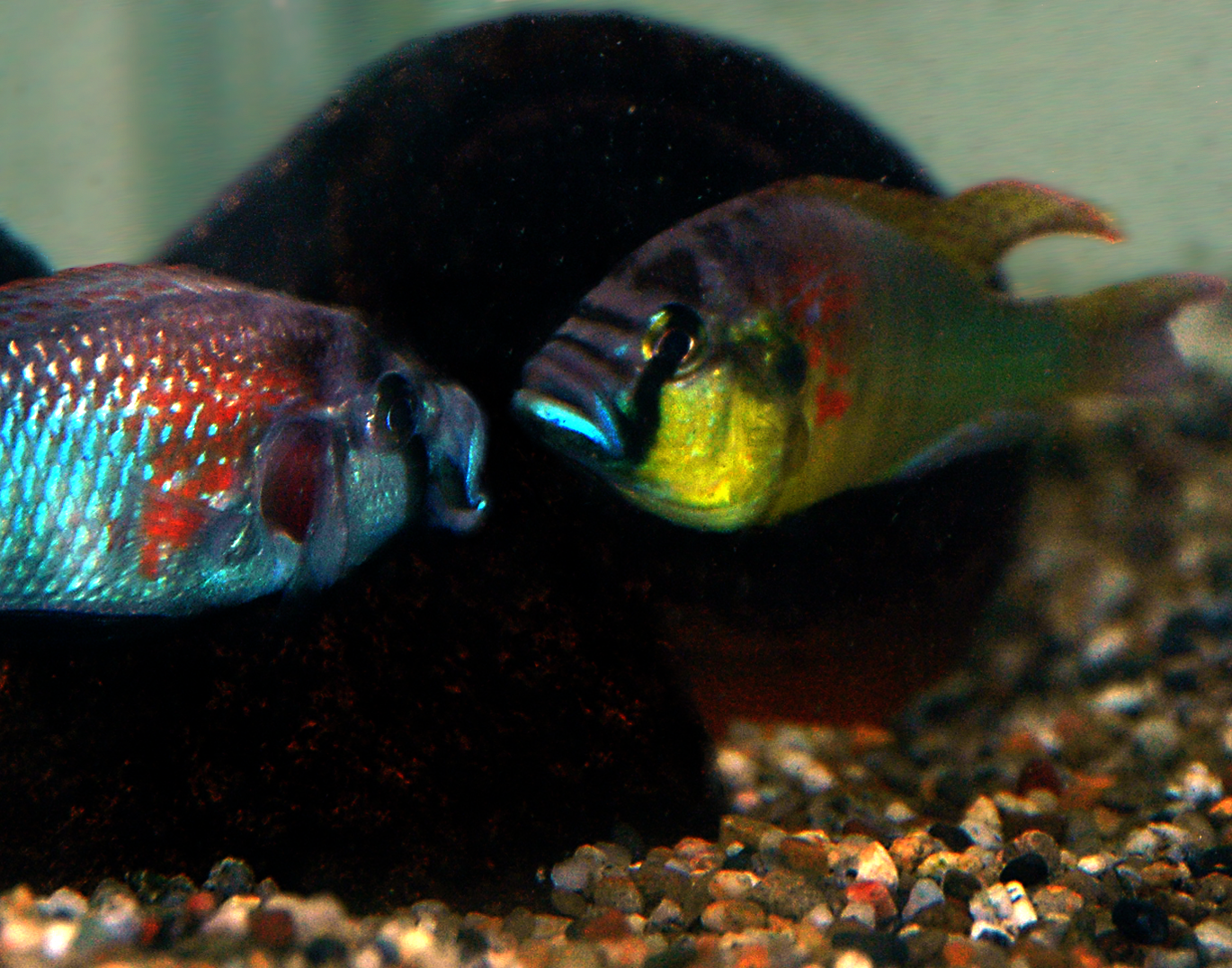
Astatotilapia burtoni

Kommunikationsforscher der Stanford University haben bei einer afrikanischen Buntbarsch-Art eine als Vorstufe von Rangordnungen interpretierbares Verhalten nachgewiesen. Die Buntbarsch-Männchen von Astatotilapia burtoni („Burtons' Maulbrüter“) aus dem Tanganjikasee verteidigen ihr kleines Revier gegen benachbarte Artgenossen, was eine kräftezehrende Angelegenheit ist. Den US-amerikanischen Verhaltensforschern war aufgefallen, dass die Fische vor einer Attacke gewissermaßen beobachten, wie stark ihre Nachbarn sind, wie erfolgreich ein Nachbar Angriffe abwehrt oder gar gewinnt. Im Laborexperiment konnte man dann tatsächlich nachweisen: Die Fischmännchen beobachten einander zunächst und greifen dann just jene Nachbarn an, die zuvor bereits in diversen Revierkämpfen nicht allzu gut abgeschnitten hatten. In den Experimenten waren Fische unterschiedlicher Kampfstärke zusammengesetzt worden. Die daraus resultierenden Kämpfe konnten jeweils von anderen Fischen – die durch Glasscheiben vom Kampfgeschehen getrennt waren – beobachtet werden. Auf diese Weise wurde im Experiment eine künstliche Rangordnung herbeigeführt und das Kampfverhalten der „Beobachter-Fische“ signifikant vorhergesagt, wenn diese nach der Kampfbeobachtung ihrerseits mit einem der beobachteten Fische zusammengesetzt wurden.

### Messerlippfische
In den Tropen lebende Messerlippfische der Gattung Xyrichtys verteidigen ihr Revier gegenüber Konkurrenten ihrer Art, wobei ihr Rang im Wesentlichen mit ihrer Körpergröße korreliert.

### Hauskatzen
Weibliche verwilderte Hauskatzen, die in Rom in großer Zahl öffentliche Parks bewohnen, vertreiben männliche Katzen von den Futterplätzen, solange sie selbst noch nicht satt sind. Jedoch dürfen Jungtiere, die in anderen Situationen am unteren Ende der Rangordnung stehen, noch vor den weiblichen Katzen fressen.

### Rhesusaffen
Bei Rhesusaffen gibt es Rangordnungsverhältnisse, in die sowohl die Männchen als auch die Weibchen mit ihren Jungen einbezogen werden. Für Experimente von José Manuel Rodríguez Delgado wurden einem rangniedrigen Affen Elektroden ins Gehirn implantiert, die dort u. a. das Nervenzentrum für Drohverhalten stimulieren konnten. Das solcherart vom Versuchsleiter bei passenden Gelegenheiten „gedopte“ Tier stieg in der Rangordnung unaufhaltsam auf, bis es den Spitzenplatz einnahm – und auch dann behielt, als die Elektrostimulation beendet wurde. Auf diese Weise konnte gezeigt werden, dass bei Primaten nicht allein die Körperkraft für den Rang in ihrer Gruppe verantwortlich ist, sondern darüber hinaus auch gleichsam psychische Dispositionen wie „Wagemut“.

### Paviane
Bei Pavianen variiert die Konzentration an Stresshormonen (Glucocorticoiden) im Blut stark mit dem sozialen Rang des Tiers. In einer Studie hatten rangniedere Paviane durchweg höhere Stresshormon-Konzentrationen als ranghöhere, außer dass beim ranghöchsten Männchen wiederum deutlich höhere Konzentrationen vorlagen als beim zweitranghöchsten.